# Крафт, Штефан
Ште́фан Крафт (нем. Stefan Kraft, род. 13 мая 1993 года, Шварцах-им-Понгау, Австрия) — австрийский прыгун с трамплина, олимпийский чемпион 2022 года, трёхкратный чемпион мира, победитель Турне четырёх трамплинов 2014/15, победитель общего зачёта Кубка мира 2016/17, 2019/20 и 2023/24 годов. Рекордсмен по общему количеству медалей чемпионатов мира среди всех прыгунов с трамплина (15).

## Спортивная карьера
Ещё в юниорах Штефан Крафт подавал большие надежды. На чемпионате мира среди юниоров в 2011 году в эстонском Отепя он стал чемпионом в составе команды Австрии, а в личных соревнованиях завоевал серебряную медаль.
Крафт дебютировал в Кубке мира на соревнованиях в австрийском Бишофсхофене 6 января 2012 года, где занял 54-е место. После чего отправился на чемпионат мира среди юниоров в Эрзуруме и выиграл бронзовую медаль в командном первенстве.

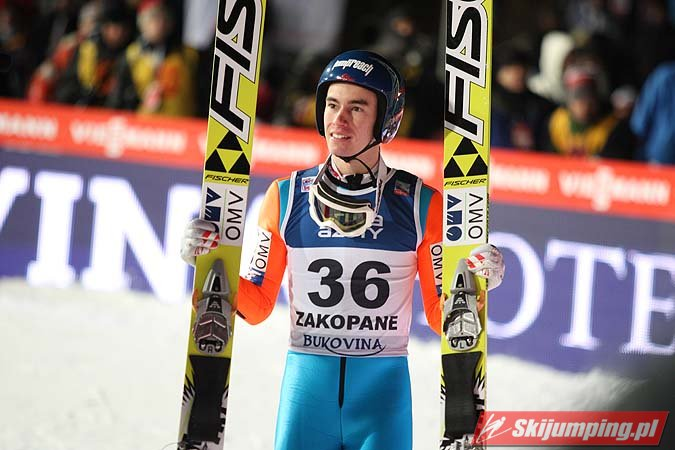
2013 год

Первый подиум на этапе он завоевал ровно через год после своего дебюта на Кубке мира — 6 января 2013 года в Бишофсхофене спортсмену покорилось 3-е место. А в конце января 2013 года на чемпионате мира среди юниоров Крафт завоевал бронзовую медаль в личных соревнованиях, уступив только Яка Хвале и Клеменсу Мураньке.
Первую победу на этапе Кубка мира австриец одержал 30 декабря 2014 года в немецком Оберстдорфе на первом этапе Турне четырёх трамплинов 2014/2015. Показав стабильные результаты на остальных этапах Турне Крафт победил в общем зачете Турне четырёх трамплинов 2014/2015 и стал седьмым подряд австрийцем, выигравшим это соревнование.
На чемпионате мира 2015 года в Фалуне завоевал две награды: серебро в командном первенстве и бронзу в соревнованиях на нормальном трамплине.
На чемпионате мира 2017 года в Лахти выиграл обе личных дисциплины, а также был вторым в составе сборной Австрии в смешанном командном первенстве и третьим в мужских командах.
18 марта 2017 года, в ходе соревнований Raw Air на трамплине Викерсуннбаккен, Штефан Крафт установил мировой рекорд дальности в прыжках на лыжах с трамплина 253,5 м.
Перед олимпийским сезоном 2017/18 рассматривался как основной претендент на награды на Играх в Пхёнчхане. Однако Крафт с самого начала сезона выступал слабее, чем годом ранее, не выиграв в итоге ни одного этапа Кубка мира. Однако он всё же регулярно попадал в тройку лучших, и на Олимпийских играх рассматривался как один из соискателей наград. В итоге Крафт неудачно выступил в обеих личных дисциплинах (13-е место на нормальном трамплине и 18-е место на большом), а в составе сборной Австрии занял 4-е место в командном первенстве (Крафт показал относительно неплохой результат в командных прыжках, но у австрийцев очень слабо выступили Мануэль Феттнер и Грегор Шлиренцауэр, и по сумме Австрия проиграла бронзовым призёрам из Польши более 90 баллов).

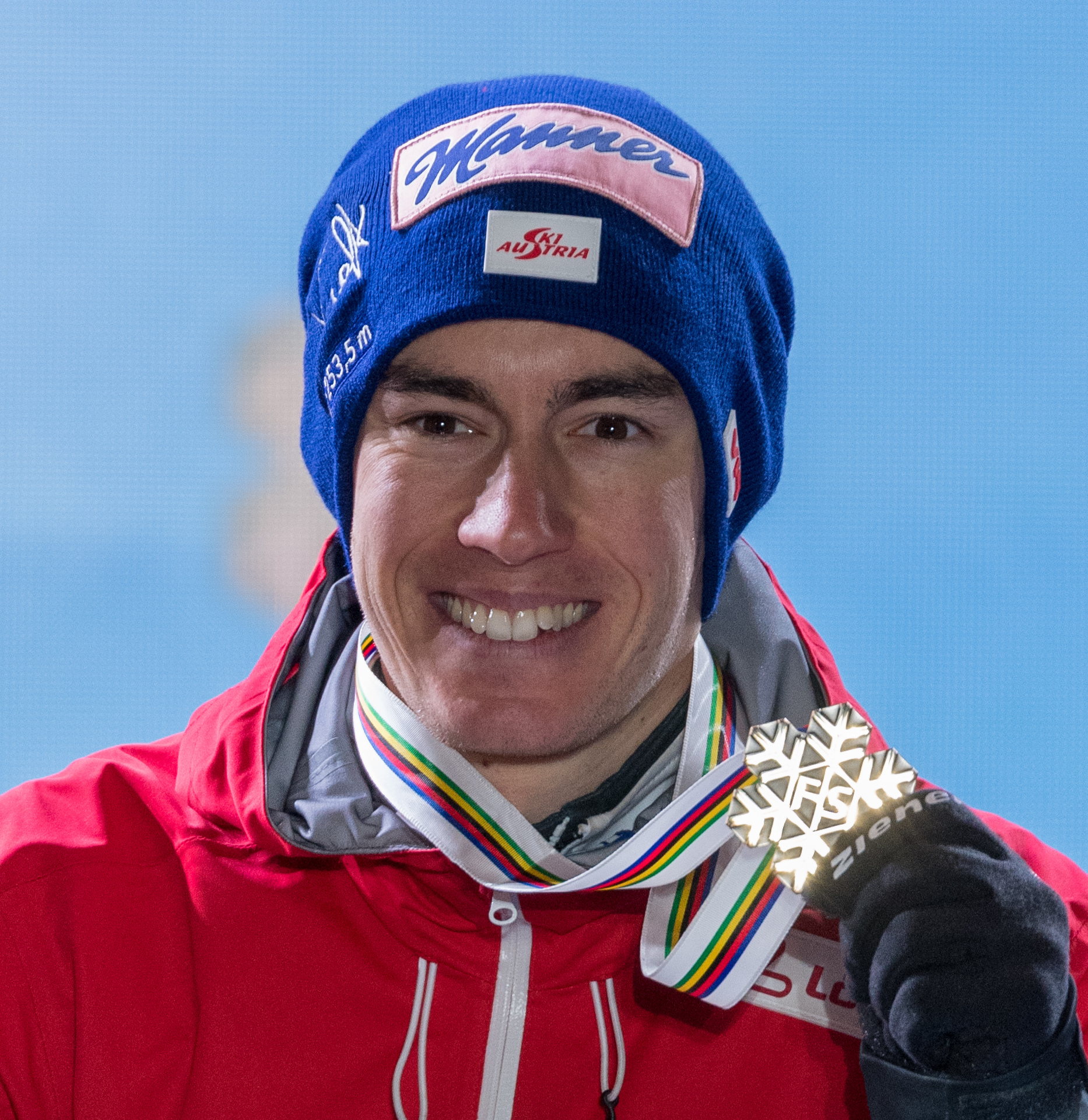
2019 год

В сезоне 2018/19 Крафт вернул свою форму и занял второе место в общем зачёте, выиграв 4 этапа (в том числе два этапа в японском Саппоро в конце января 2019 года). На чемпионате мира 2019 года в Зефельде завоевал три медали: бронзу на нормальном трамплине, а также серебро в мужских командах и смешанных командах.
В сезоне 2019/20 Крафт выиграл пять этапов и стал первым в общем зачёте Кубка мира, опередив немца Карла Гайгера на 140 очков.
Сезон Кубка мира 2020/21 сложился неудачно для Штефана, часто он оказывался за пределами даже 20-ки лучших на этапах. Однако на чемпионате мира 2021 года в Оберстдорфе достаточно неожиданно сумел выиграть золото на большом трамплине, опередив норвежца Роберта Юханссона на 4.4 очка. К этому успеху Крафт добавил бронзу в смешанных командах, а также серебро в мужском командном первенстве. Таким образом, австриец довёл общее количество своих наград на чемпионатах мира до 12, сравнявшись по этому показателю с лидером Грегором Шлиренцауэром.

## Результаты на крупнейших соревнованиях

### Зимние Олимпийские игры
| Олимпийские игры | Средний трамплин | Большой трамплин | Команда | Смешанная команда |
| ---------------- | ---------------- | ---------------- | ------- | ----------------- |
| 2018 Пхёнчхан    | 13               | 18               | 4       | н/д               |
| 2022 Пекин       | 10               | 13               | 1       | 5                 |